# Maldà
Maldà település Spanyolországban, Lleida tartományban. Maldà Belianes, Sant Martí de Riucorb, Vallbona de les Monges, Els Omells de na Gaia, L'Espluga Calba, Els Omellons és Arbeca községekkel határos. Lakosainak száma 236 fő (2024).

## Népesség
A település népessége az utóbbi években az alábbiak szerint változott:
| Lakosok száma | 183  | 813  | 927  | 618  | 341  | 283  | 261  | 227  | 220  | 236  |
|               | 1717 | 1887 | 1936 | 1960 | 1986 | 2004 | 2009 | 2014 | 2019 | 2024 |